# Corentin Ermenault
Corentin Ermenault (Amiens, 27 de janeiro de 1996) é um desportista francês que compete no ciclismo nas modalidades de pista, especialista nas provas de perseguição, e rota. É filho do exciclista Philippe Ermenault, campeão olímpico e mundial em pista.
Ganhou uma medalha de bronze no Campeonato Mundial de Ciclismo em Pista de 2020 e quatro medalhas de ouro no Campeonato Europeu de Ciclismo em Pista entre os anos 2016 e 2019.
Em estrada obteve uma medalha de bronze no Campeonato Mundial de Ciclismo em Estrada de 2017 e uma de bronze no Campeonato Europeu de Ciclismo em Estrada de 2017, ambas na carreira contrarrelógio para ciclistas sub-23.
Em outubro de 2019 anunciou que deixava a estrada para se dedicar completamente às competições de pista.

## Medalheiro internacional
| Campeonato Mundial | Campeonato Mundial         | Campeonato Mundial | Campeonato Mundial      |
| Ano                | Lugar                      | Medalha            | Competição              |
| ------------------ | -------------------------- | ------------------ | ----------------------- |
| 2020               | Berlim ( Alemanha)         | Medalha de bronze  | Perseguição individual  |
| Campeonato Europeu |                            |                    |                         |
| Ano                | Lugar                      | Medalha            | Competição              |
| 2016               | Saint-Quentin ( França)    | Medalha de ouro    | Perseguição individual  |
| 2016               | Saint-Quentin ( França)    | Medalha de ouro    | Perseguição por equipas |
| 2017               | Berlim ( Alemanha)         | Medalha de ouro    | Perseguição por equipas |
| 2019               | Apeldoorn ( Países Baixos) | Medalha de ouro    | Perseguição individual  |

| Campeonato Mundial | Campeonato Mundial   | Campeonato Mundial | Campeonato Mundial    |
| Ano                | Lugar                | Medalha            | Competição            |
| ------------------ | -------------------- | ------------------ | --------------------- |
| 2017               | Bergen ( Noruega)    | Medalha de bronze  | Contrarrelógio sub-23 |
| Campeonato Europeu |                      |                    |                       |
| Ano                | Lugar                | Medalha            | Competição            |
| 2017               | Herning ( Dinamarca) | Medalha de bronze  | Contrarrelógio sub-23 |

## Palmarés

### Estrada
2017
- 3.º no Campeonato Europeu Contrarrelógio sub-23
- 3.º no Campeonato Mundial Contrarrelógio sub-23

### Pista
2015
- 3.º no Campeonato Europeu em Perseguição Sub23

2016
- Campeonato da França em Perseguição por Equipas (com Benoît Daeninck, Rémi Huens e Adrien Garel)
- Campeonato Europeu Perseguição por Equipas (com Florian Maitre, Benjamin Thomas e Thomas Denis)
- Campeonato Europeu em Perseguição
- Campeonato Europeu Perseguição por Equipas Sub23 (com Florian Maitre, Benjamin Thomas e Thomas Denis)

2017
- Campeonato Europeu Perseguição por Equipas (com Florian Maitre, Louis Pijourlet, Benjamin Thomas e Thomas Denis)
- Campeonato da França em Perseguição Individual

2018
- Campeonato da França em Perseguição por Equipas (com Marc Fournier, Jérémy Lecroq e Adrien Garel)
- Campeonato da França em madison (com Adrien Garel)
- Campeonato da França em Perseguição Individual
- 2.º no Campeonato da França em scratch
- 3.º no Campeonato da França em Omnium

2019
- Campeonato Europeu em Perseguição
- Campeonato da França em scratch
- Campeonato da França em Perseguição Individual
- 2.º no Campeonato da França em Perseguição por Equipas
- 2.º no Campeonato da França em Pontuação
- 2.º no Campeonato da França em madison

2020
- 3.º Campeonato do Mundo em Perseguição